# アノアの森
『アノアの森』（アノアのもり）は、石塚2祐子による日本の漫画作品。2004年7月から『月刊少年ジャンプ』（集英社）に連載された。

## 「森」について
- 森に住むためには、「第四紀不動産」から渡された通行証が必要である。
- 森に住む契約をした日から1年間は森から出ることを許されない。

## 登場人物
アノア
ある日より、森に住み始めた主人公。不動産から渡された通行証を落としたり、途中で迷子になったり、大怪我をしたりするが、それでもめげたりしない（むしろ気にしない）ポジティブ（というか、うかつ者）な男の子。
江連
森でアノアと出会ったリス。アノアのように冒険心はなく、はっきりいって怖がりである。ハイイロオオヤマネコという大きな猫に食べられかけたが、運良く助かった。
榊原

山本

野衾（マオマオカオ）

ドクター・ミド

## 単行本
集英社 ジャンプ・コミックスより全2巻。
1. ISBN 408874036X
2. ISBN 4088742842